# (35998) 1999 NP21
1999 NP21 (asteroide 35998) é um asteroide da cintura principal. Possui uma excentricidade de 0.09403380 e uma inclinação de 7.17283º.
Este asteroide foi descoberto no dia 14 de julho de 1999 por LINEAR em Socorro.